# Burg Gutenburg
Die Burg Gutenburg, auch Gutenberg, Guttenberg, Weitersheim, Weithersheim genannt, ist die Ruine einer Höhenburg auf 223 m ü. NN oberhalb der Ortsgemeinde Gutenberg im Landkreis Bad Kreuznach in Rheinland-Pfalz.

## Geschichte
Die Burg wurde erstmals im Jahre 1213 als „castro Weitersheim“ erwähnt. 1334 kauften die Grafen von Sponheim (Vordere Grafschaft) die Burg, die mittlerweile in Gutenburg umbenannt wurde. Nach diesem Kauf erfolgte ein grundlegender Umbau. Nach dem Aussterben der Sponheimer (Kreuzenacher Linie † 1414; Starkenburger Linie † 1437) gelangte die Burg an die vordersponheimischen Gemeinsherren (hauptsächlich Markgrafschaft Baden und Kurpfalz). Die Burg hat mit der Zeit an Bedeutung verloren, wurde im Dreißigjährigen Krieg zerstört und verfiel. In der Ansicht im Thesaurus philopoliticus von Daniel Meisner ist sie bereits als Ruine dargestellt. Die Ruine befindet sich heute in Privatbesitz.
Die Burganlage verfügte über eine Kernburg die ganz von einer Ringzwingeranlage umgeben war, geschützt von einer Ringmauer mit Türmen und einem Halsgraben. Die Ruine zeigt heute noch deutliche Mauerreste.

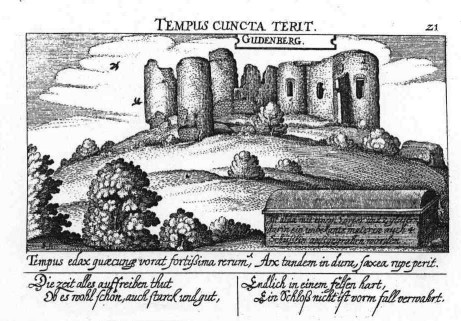
Gutenberg auf einem Kupferstich nach Sebastian Furck/Daniel Meisner (vor 1630)
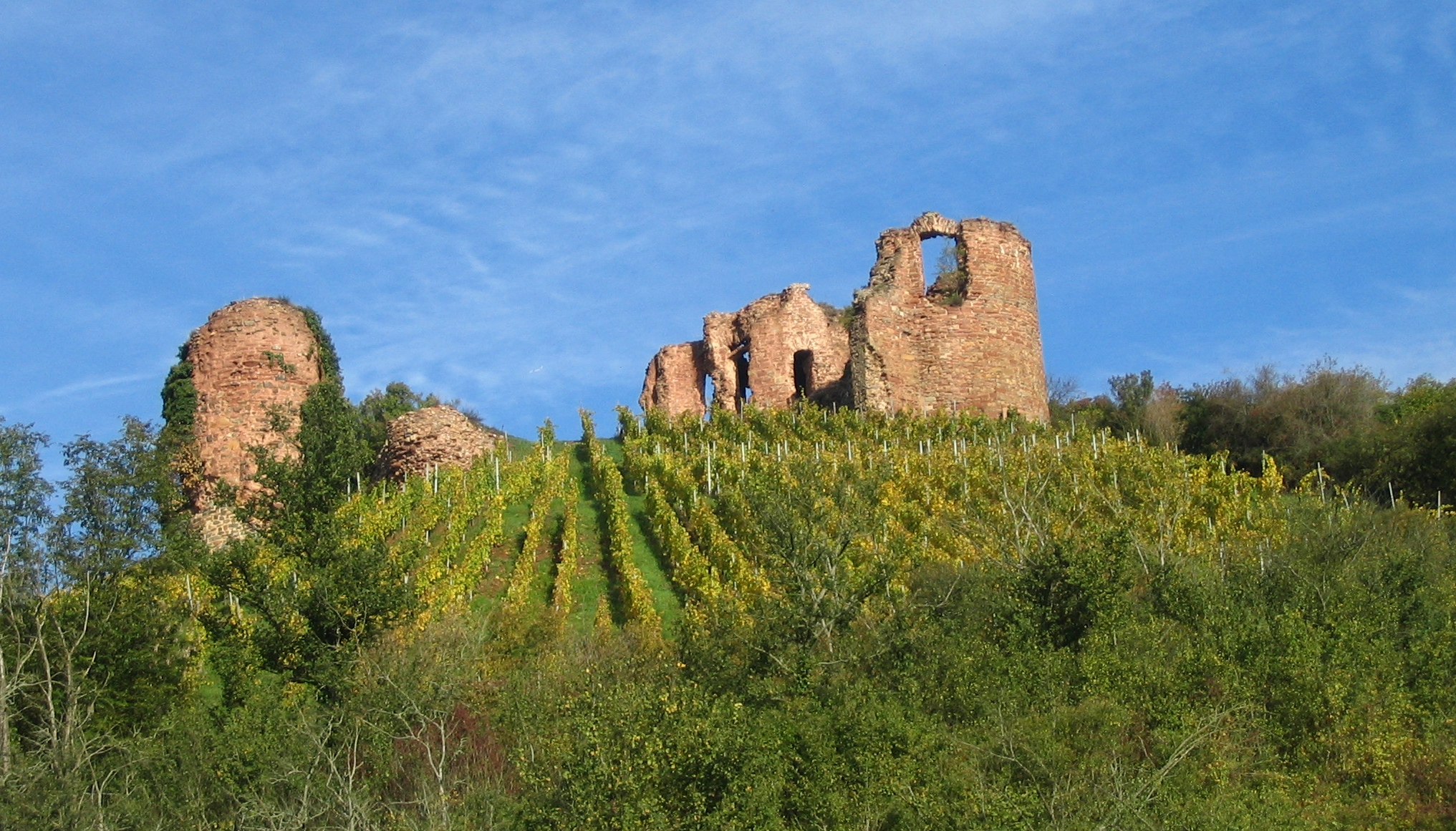
Die Gutenburg bei Gutenberg